# Ruigpoothoenders
De ruigpoothoenders (Tetraoninae) zijn een onderfamilie uit de orde hoendervogels die zijn vernoemd naar hun ruige poten die helemaal of gedeeltelijk bedekt zijn met veren. (Deze dieren worden ook wel ingedeeld bij de familie Tetraonidae). Deze vogels leven op koude plaatsen. De bevedering van de poten helpt om de warmte vast te houden.
Het ruigpoothoen staat afgebeeld op de whisky van The Famous Grouse.
De onderfamilie omvat de volgende soorten:

## Soorten
- Onderfamilie: Ruigpoothoenders (Tetraoninae)
  - Geslacht: Bonasa
    - Kraaghoen (Bonasa umbellus)

  - Geslacht: Dendragapus
    - Grauw sneeuwhoen (Dendragapus fuliginosus)
    - Blauw sneeuwhoen (Dendragapus obscurus)

  - Geslacht: Falcipennis
    - Bossneeuwhoen (Falcipennis canadensis)
    - Spitsvleugelhoen (Falcipennis falcipennis)

  - Geslacht: Lagopus
    - Moerassneeuwhoen (Lagopus lagopus)
    - Witstaartsneeuwhoen (Lagopus leucura)
    - Alpensneeuwhoen (Lagopus mutus)

  - Geslacht: Lyrurus
    - Kaukasisch korhoen (Lyrurus mlokosiewiczi)
    - Korhoen (Lyrurus tetrix)

  - Geslacht: Tetrao
    - Rotsauerhoen of Sachalin-auerhoen (Tetrao urogalloides)
    - Auerhoen (Tetrao urogallus)

  - Geslacht: Tetrastes
    - Hazelhoen (Tetrastes bonasia)
    - Zwartborsthazelhoen (Tetrastes sewerzowi)

  - Geslacht: Centrocercus
    - Gunnisonwaaierhoen (Centrocercus minimus)
    - Waaierhoen (Centrocercus urophasianus)

  - Geslacht: Tympanuchus
    - Prairiehoen (Tympanuchus cupido)
    - Klein prairiehoen (Tympanuchus pallidicinctus)
    - Stekelstaarthoen (Tympanuchus phasianellus)